# 드림캐쳐 컴퍼니
드림캐쳐 컴퍼니(Dreamcatcher Company)는 대한민국의 연예기획사이다. 서울특별시 강남구 삼성동에 위치한다. 옛 사명은 해피페이스 엔터테인먼트(Happyface Entertainment)로, 현재와 같은 사명으로 변경되었음을 2019년 2월 13일 알렸다.

## 소속 연예인
| 아티스트      | 직업 | 데뷔연도 | 리더 | 구성원                                         |
| ------------- | ---- | -------- | ---- | ---------------------------------------------- |
| 드림캐쳐      | 가수 | 2017     | 지유 | 지유, 수아, 시연, 한동, 유현, 다미, 가현       |
| THE SSYNDROME | 가수 | 2025     |      | 석준호, 양희교, 장민준, 정지영, 신세이, 이혁주 |

## 과거 소속 연예인
| 아티스트명    | 직업             | 이적 소속사           |
| ------------- | ---------------- | --------------------- |
| 하이브리파인  | 가수             |                       |
| 산체스        | 래퍼             | 브랜뉴뮤직            |
| 원투          | 힙합 듀오        |                       |
| 백다은        | 배우             | MBK 엔터테인먼트      |
| 낯선          | 래퍼             | 에이에이피            |
| MIIII         | 가수             | 더바이브              |
| E-TRIBE       | 작곡가           |                       |
| 영광의 얼굴들 | 작곡가           | 더블킥                |
| 해피 페이스   | 작곡가           | YG 엔터테인먼트       |
| 포맨          | 가수             | 더바이브              |
| 지율          | 배우             | 젤리피쉬 엔터테인먼트 |
| 가은          | 가수             |                       |
| 김지성        | 배우             | N COMPANY             |
| 수빈          | 가수             | 키이스트              |
| 아영          | 가수             | 싸이더스 HQ           |
| 세리          | 가수             |                       |
| 팝핀현준      | 가수, 공연예술가 | 풀잎이엔엠            |
| 우희          | 가수             |                       |
| 박애리        | 국악인           |                       |
| V.O.S.        | 그룹             |                       |
| 한동          | 가수             |                       |
| 다미          | 가수             |                       |
| 가현          | 가수             |                       |

## 사건사고
옛 해피페이스 엔터테인먼트에서는 2017년 10월 29일부터 2018년 1월 26일까지 JTBC에서 방영된 아이돌 그룹 선발 서바이벌 프로그램 믹스나인에 자사 소속 연습생 및 가수 여덟 명을 출연시켰다. 이 중 남자 연습생인 우진영이 최종 데뷔 인원 안에 들었으나, 믹스나인을 주관한 YG 엔터테인먼트는 프로그램을 통하여 결성된 그룹의 데뷔를 계속 미루더니 결국 무산시켰다. 2018년 6월 18일, 해피페이스 엔터테인먼트는 대한민국 대중문화계의 건전한 발전을 촉구하며 YG 엔터테인먼트의 일방적인 계약 변경과 미이행(데뷔 무산)에 대하여 손해배상청구 소송을 제기하였다. 선고는 2019년 2월 27일 있을 예정이었으나, 선고 기일은 연기되었으며 양 사는 조정을 거치고 있다.